# シャルル・アズナヴール
シャルル・アズナヴール（Charles Aznavour, 1924年5月22日 - 2018年10月1日）は、フランス・パリ出身のシンガーソングライター・俳優。アルメニア系で、本名はシャフヌル・ヴァヒナク・アズナヴリアン（Shahnour Vaghinag Aznavourian, アルメニア語: Շահնուր Վաղինակ Ազնավուրեան）。

## 経歴

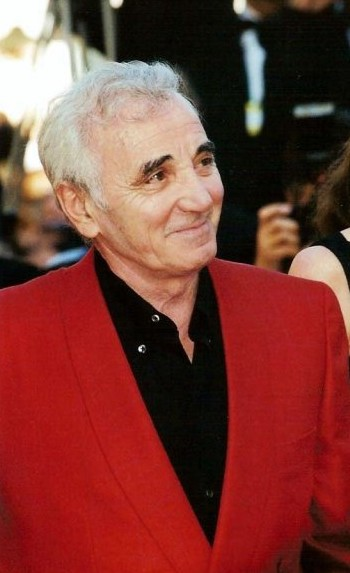
カンヌ国際映画祭にて（1999年）

アズナヴールの父はグルジア（現：ジョージア）で生まれた。その父（アズナヴールの祖父）はロシア皇帝ニコライ2世のコックをしていたという説があるが、アズナヴール本人が否定している。
母はアルメニア系トルコ人の商人の家系である。
第一次世界大戦とロシア革命による内戦と混乱を逃れた彼らはアメリカ行きのビザを申請するためパリに滞在している時に知り合い、1922年に結婚した。
アズナヴールの両親は、早くからアズナヴールとその兄弟を彼らがパリに持つレストランや多くの舞台に立たせた。9歳より芸能活動を開始し、アズナヴールの芸名を名乗る。
1946年にフランスの有名な女性歌手エディット・ピアフに認められたことにより、アズナヴールの経歴はより著名なものとなっていった。ピアフのフランスおよびアメリカでのツアーに同伴した。
アズナヴールのシャンソンはそのほとんどが愛を謳い上げている。母国語の仏語だけでなく英語等も堪能で、5つの言語で歌い、アズナヴールは最も世界に知られたフランスのシャンソン歌手の1人でもあった。また60本以上の映画にも出演しており、特にフランソワ・トリュフォー監督の「ピアニストを撃て」（1960年）での主演が著名である。
1995年以来、アルメニアの駐ユネスコ大使を務めている。また、2009年2月15日、ロシアのインタファクス通信等の報道によると、アズナヴールの母方の祖国であるアルメニア共和国政府は、アズナヴールを同国の駐スイス大使に任命することを決定した。
結婚は3回している。最初の妻ミシュリーヌとは1946年に結婚、次の妻エブリンとは1955年に再婚、晩年まで添い遂げた最後の妻ウラとは1967年に再々婚した。子供は計5人おり、アズナヴールの晩年まで健在だった子としてミシュリーヌとの間の長女セダ、ウラとの間の次女カティア、次男ミーシャ、 三男ニコラスがいる（50年代初頭に恋人関係にあった女性アルレットとの間に長男パトリックがいたが、1976年に25歳で薬物過剰摂取のため早世。また長男としてチャールズという男子がいたという伝記から、子は6人とされることがあるが、この男子はパトリックの事で、誤記とされる）。
2004年、レジオンドヌール勲章コマンドゥール（3等）を受賞。同年にアルメニア国民英雄の称号を授与される。2018年、日本政府から春の叙勲で旭日小綬章を受章。
2018年5月には腕を骨折して一時療養するも、活動復帰。9月には来日し、94歳での来日コンサートの宣伝には各新聞に文字通り【奇跡の来日!】の見出しがつけられた。17日の東京のNHKホール及び19日の大阪のNHK大阪ホールでのコンサートを行い、帰国後の28日のテレビ番組インタビューでも引退を考えていないことを明言するなど精力的な姿勢をみせていた（結果的にこれがアズナヴールの最後のコンサートになってしまった）。
2018年10月1日、南フランスの自宅で死去。94歳没。死因は、入浴中に生じた呼吸不全と心不全であった。アズナヴールの葬儀は、10月5日に、フランス共和国の国葬としてパリのオテル・デ・ザンヴァリッドで営まれ、エマニュエル・マクロン大統領とブリジット大統領夫人が葬列に加わった他、アズナヴールの母国であるアルメニアのニコル・パシニャン首相などの多くの要人が参列した。

## 代表曲
- 愛のために死す（炎の恋）　Mourir d'aimer - アンドレ・カイヤット監督の同名の映画にインスパイアされて製作。日本封切時にはこの曲が主題歌に使われた。
- アヴェ・マリア　Ave Maria
- イザベル　Isabelle
- 生命にかけて　Sur ma vie
- 想い出の瞳　Et pourtant
- 想い出をみつめて　Mes emmerdes
- 帰り来ぬ青春　Hier encore - ロバート・アルドリッチ監督、バート・レイノルズとカトリーヌ・ドヌーヴ主演のアメリカ映画『ハッスル』（Hustle, 1975年）の挿入歌として使用された。
- 哀しみのヴェニス　Que c'est triste Venise
- 希望に満ちて　Je m'voyais déjà
- 声のない恋　Mon emouvant amour
- コメディアン　Les comédiens
- じっとこうして　Reste
- ジュザベル　Jezebel
- 青春という宝　Sa jeunesse
- 世界の果て　Emmenez-moi
- 遠い想い出　Non, je n'ai rien oublié
- 人々の言うように　Comme ils disent
- フォー・ミー・フォーミダーブル　For me formidable
- 大根役者　Le cabotin
- 二つのギター　Les deux guitares
- 昔かたぎの恋　Les plaisirs démodés
- ラ・ボエーム　La bohême
- ラ・マンマ　La mamma
- 私は旅する　Je voyage
- 私は一人片隅で　Et moi dans mon coin
- 酔いしれて
- 忘れじのおもかげ（シー）　She - イギリスの連続TVドラマ「女の七つの顔」のために作られ、その後さらにエルヴィス・コステロがカバーし映画『ノッティングヒルの恋人』の主題歌としてリバイバル・ヒット、また仏語詞が後で付けられている（Tous Les Visages De L'amour）。

1964年にアズナヴールが作詞した（作曲はジョルジュ・ガルヴァレンズ）「アイドルを探せ」（La plus belle pour aller danser）も、シルヴィ・ヴァルタンが唄って大ヒットした。

## 主な出演作品

『今晩おひま?』（1959年）

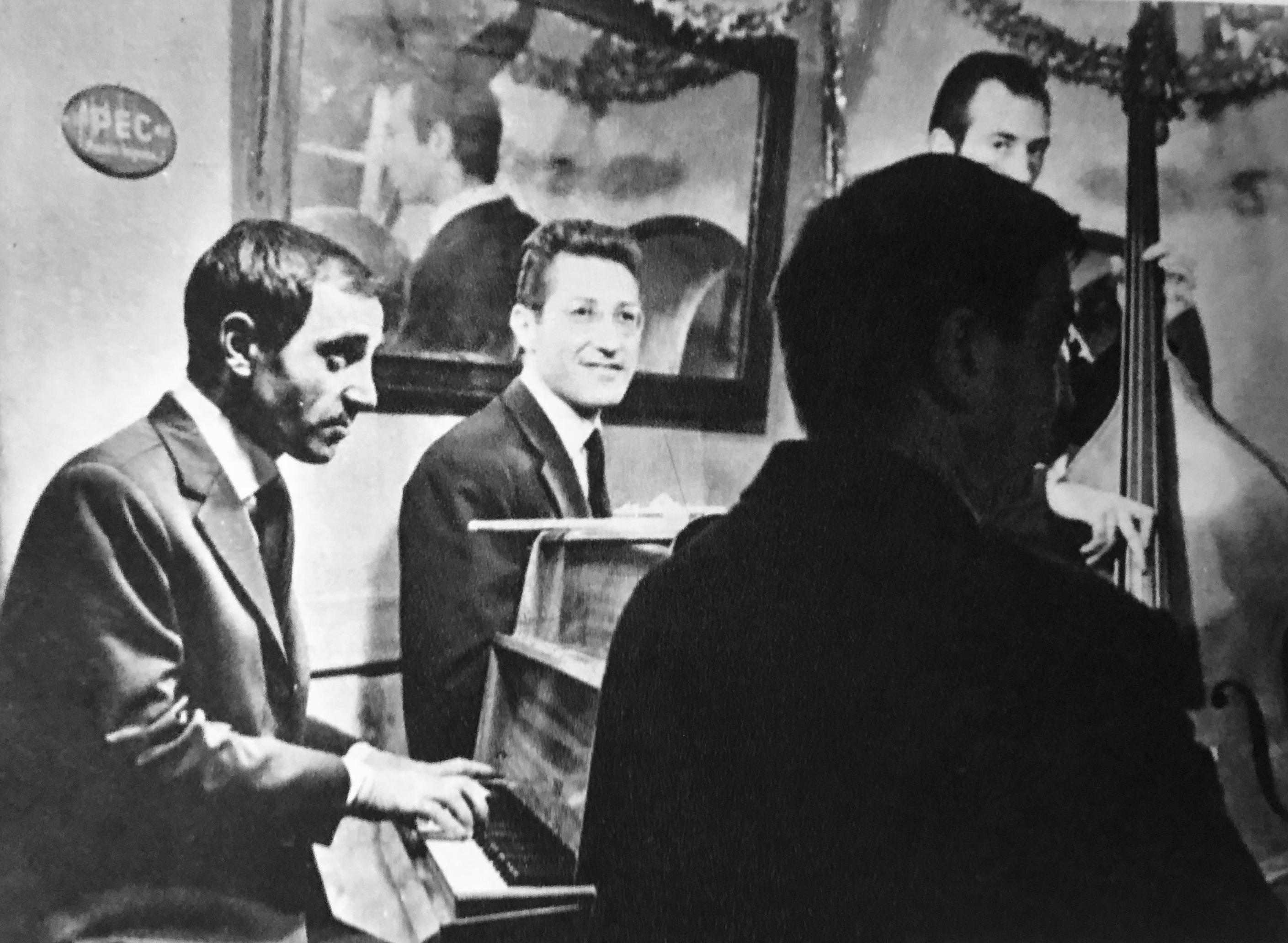
『ピアニストを撃て』（1960年）

- 今晩おひま? Les Dragueurs（1959年）
- ピアニストを撃て Tirez sur le pianiste（1960年）
- オルフェの遺言 Le Testament d'Orphée（1960年）
- 地獄の決死隊 Un taxi pour Tobrouk（1961年）
- フランス式十戒 Le Diable et le Dix Commandements（1962年）
- アイドルを探せ Cherchez l'idole（1964年）
- キャンディ Candy (1968)
- 狼の賭け Le Temps des loups (1970)
- 危険な来訪者 Les lntrus (1971)
- ブリキの太鼓 Die Blechtrommel（1979年）
- シャレード The Truth About Charlie（2002年） - 本名で登場し歌も披露した。
- アララトの聖母 Ararat（2002年）
- ゴリオ爺さん Le Père Goriot（2004年）

## バックアップ歌手
シャルル・アズナヴールは親友ミッシェル・ジュールダンと共に3人の歌手をバックアップしている。フランス人のマリー・ラザロは「忘れ得ぬ面影」はじめ楽曲を提供。日本の浜﨑久美子にはCDへのメッセージ、TVでの対談。岡山加代子には最新曲「ジュ ボヤージュ」の歌唱に対しメッセージを贈っている。他に瀬間千恵「ヒロシマ」、堀内環「美しき絆」が法定訳詞歌唱者となっている。

## 日本公演
- 1970年
6月4日 大手町サンケイホール、6月8日 大阪サンケイ･ホール、6月10日 新宿厚生年金ホール、6月12日 大手町サンケイ･ホール、6月14日 大手町サンケイ･ホール、6月15日 秋田県民会館。司会：古賀 力。
- 1975年
1月22日,23日 日比谷公会堂、24日 広島郵便貯金会館、25日 大阪厚生年金会館、26日 山形県民会館、27日 福岡市民会館、28日 北海道厚生年金会館、29日 東京郵便貯金会館、30日 千葉県文化会館、2月1日 東京厚生年金会館、3日 東京郵便貯金会館
- 2007年
2月3日,4日 大阪フェスティバルホール、7日 アクロス福岡シンフォニーホール、9日,10日,11日 東京国際フォーラムホールA
- 2016年 シャルル・アズナヴール「最後の日本ツアー2016」
6月13日 大阪フェスティバルホール、15日,16日 NHKホール
- 2018年 シャルル・アズナヴール「生誕94周年特別記念来日コンサート」
9月17日 NHKホール、19日  NHK大阪ホール（シャルル・アズナヴール最後の公演となった）

## その他
- アメリカの俳優マイク・コナーズはシャルルの親戚（いとこ[6][7]）にあたる。
- ボブ・ディランは1998年の世界ツアーで、シャルルの「Les Bons Moments (The Times We've Known)」を取り上げた。
- アニメ『機動戦士ガンダム』の劇中人物シャア・アズナブルの名は、シャルル・アズナヴールに由来する。
- 由紀さおりのヒット曲『恋文』の1番の歌詞に「アズナヴール流しながら」と出てくる。
- 笑福亭鶴光はカヴァー曲『イザベル 関西篇』のレコードをリリースした。
- 1983年の大晦日、ロンドンのロイヤル・オペラ・ハウスで演じられたヨハン・シュトラウス2世の喜歌劇『こうもり (オペレッタ)』にゲスト出演し、「忘れじのおもかげ」の英語版（'She'）を歌った。